# ЛФЛС (Шяуляй)
Литовський союз фізичного виховання Шяуляя (лит. Šiaulių Lietuvos fizinio lavinimosi sąjunga) — колишній литовський футбольний клуб з Шяуляя, що існував у 1925—1927 роках.

## Досягнення
- А-ліга
  - Срібний призер (1): 1925
  - Бронзовий призер (2): 1926, 1927.